# Bernard le Danois
Pour les articles homonymes, voir le Danois.
Bernard le Danois est un noble normand de la première moitié du Xe siècle.

## Sources
Le personnage est connu par la chronique du chanoine Dudon de Saint-Quentin, De moribus et actis primorum Normanniae ducum. Or, certains passages de cette œuvre panégyrique sont sujets à caution, contredits notamment par Flodoard. Le Gesta Normannorum ducum de Guillaume de Jumièges et le Roman de Rou de Wace évoquent également Bernard mais ces auteurs ne font que reprendre le récit de leur prédécesseur.
- Dudon de Saint-Quentin, De moribus et actis primorum Normanniae ducum, Éd. Jules Lair, Caen, F. Le Blanc-Hardel, 1865
- Guillaume de Jumièges, Histoire des Normands, éd. Guizot, Brière, 1826, Livre IV (traduction française des Gesta Normannorum ducum écrits vers 1172).

## Biographie
Son surnom suggère qu'il est originaire de Scandinavie. Il a pu s'installer en Normandie avec ses compatriotes vikings autour de l'an 900. C'est un compagnon de Rollon le Marcheur, le fondateur du duché de Normandie.
Au début des années 930, il convainc le fils et successeur de Rollon, Guillaume Longue-Épée de sortir immédiatement de Rouen pour combattre l'armée de Riouf (un Normand de l’Ouest), venue assiéger la ville. Riouf est vaincu sous les murs de la capitale normande. Le rôle politique de Bernard émerge véritablement après l'assassinat de Guillaume en décembre 942. Il fait partie d'une sorte de triumvirat qui dirige le futur duché de Normandie en attendant la majorité de Richard Ier. Dudon de Saint-Quentin le montre comme un acteur omniprésent des années 942-946 aux côtés de ses compatriotes normands Anslech, Osmond de Conteville et Raoul Taisson. Pendant cette période, il fait preuve d'une intelligence tactique qui, si l'on se fie au récit du chanoine, permet à la jeune Normandie de survivre à l'appétit de ses voisins, en l'occurrence le roi carolingien Louis d’Outremer et le duc des Francs Hugues le Grand.
À deux reprises, Bernard le Danois accueille le roi à Rouen et lui garantit la soumission des Normands. L'armée royale se déploie en Normandie tandis que le jeune Richard Ier est emmené en France pour y être éduqué. Mais en 945-946, Bernard fait secrètement appel aux Danois du roi Harald « à La Dent Bleue » (Harald Blåtand) pour reprendre la main. Grâce à l'intervention des Danois, Bernard s'empare de Louis d’Outremer. Cette capture assure dans les mains normandes un atout d'importance pour négocier le retour de Richard Ier en Normandie. Le roi est effectivement libéré, puis le jeune jarl est ramené dans son pays.
Bernard le Danois disparaît ensuite du récit de Dudon.
Bernard le Danois serait le père de Torf et, ainsi, à l’origine de deux grandes familles anglo-normandes, les Beaumont et les Harcourt. Si l'on ne possède pas de preuve d'une filiation entre Bernard le Danois et Torf, cette origine est cependant mentionnée par de nombreuses généalogies et a été reconnue par les rois de France, comme l'attestent notamment les lettres patentes octroyées par Louis XIV pour l'érection du duché d'Harcourt en 1700.